# フィンランド海軍艦艇一覧
フィンランド海軍艦艇一覧は、フィンランド共和国海軍が過去保有した、または現在保有する、または将来保有する予定の、未完成・計画中止を含めた歴代艦艇一覧である。
凡例

## 現有勢力（2024年現在）
- 国防予算：58億2千万ドル[1]
- 海軍人員：4,800名[1]
- 艦船隻数：39隻（排水量20t以上）[1]

ミサイル艇×8
機雷敷設艦艇×5
掃海艇×6
練習艇×4
油防除艦×1
試験艇×1
人員輸送艇×12
輸送艇×2
- 航空機数：20機[1]

陸上ヘリコプター×20
- コースト・ガード：船艇15隻、航空機14機[1]

## 艦艇一覧（近代海軍）

### 主力艦

#### 戦艦

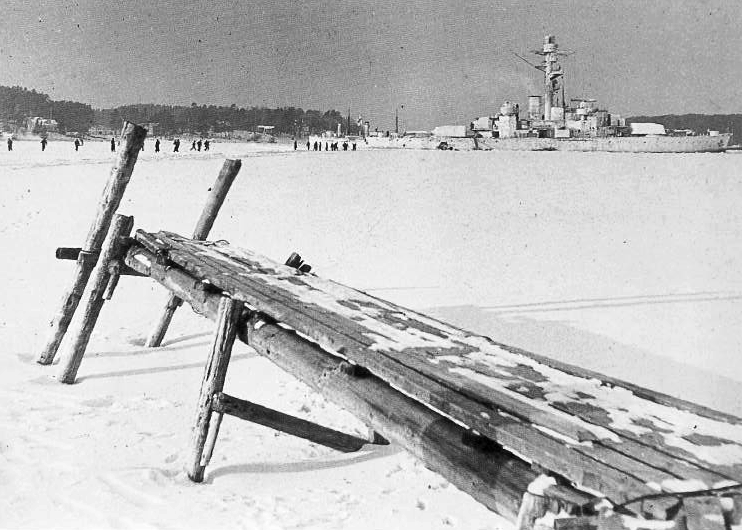
冬のトゥルク港に憩う「イルマリネン」（1940年）

海防戦艦
- イルマリネン級 - 2隻

イルマリネン（Ilmarinen）、ヴァイナモイネン（Vainamoinen）

### 水上戦闘艦

#### コルベット
- トゥルンマー級 - 2隻[2]

トゥルンマー（Turunmaa）、カルヤラ（Karjala）
- ポーヤンマー級 - 2隻建造中[3]

### 潜水艦
WW Iまでの潜水艦
- 『ホランド』型 - 1隻

名称不明
WW IIまでの潜水艦
- ヴェテヒネン級 - 3隻

ヴェテヒネン（Vetehinen）、ヴェシヒイシ（Vesihiisi）、イクトゥルソ（Iku-Turso）
- サウッコ級

サウッコ(Saukko)
- ヴェシッコ級

ヴェシッコ(Vesikko)

### 機雷戦艦艇

#### 敷設艦艇
機雷敷設艦
- イルメン（Ilmen）[5] - 1隻

- ムスタ（Msta）[5] - 1隻

- スヴィル（Svir）[5] - 1隻

- M-1[5] - 1隻

- ポーヤンマー（Pohjanmaa） - 1隻

- ヘメンメアHämeenmaa級 - 2隻

ヘメンメア（Hämeenmaa）、ウーシマー（Uusimaa）
- スヴェアボルグ（Sveaborg） - 1隻

#### 掃海艦艇
掃海艇
- ザパル（Zapal）[5] - 1隻

- ミンレプ（Minrep）[5] - 1隻

- T-2 - 1隻

- ラウトゥ (Rautu） - 1隻

- Aボート - 18隻

A-11、A-12、A-13、A-14、A-15、A-16、A-17、A-18、A-19、A-20、A-21、A-22、A-23、A-24、A-25、A-26、A-27、A-28、A-29、A-30、A-31、A-32、A-33、A-34、A-35、A-36、A-37、A-38、A-39、A-40、A-41、A-42、A-43、A-44、A-45、A-46、A-47、A-48、A-49、A-50、A-51、A-52、A-53

### 両用戦艦艇

#### 揚陸艦艇
歩兵揚陸艇
- ウイスコ型 - ?隻
- ユルモ型 - 38隻
- G型 - 30隻以上

### 哨戒艦艇

#### 哨戒・警備艦艇
砲艦
- ギルヤク（Gilyak）[5] - 1隻

哨戒艦
- 旧・露艦 - 2隻

マッティ・クルキ（Matti Kurki）、クラス・ホルン（Klas Horn）
- カルヤラKarjala級 - 2隻

カルヤラ（Karjala）、トゥルンマー（Turunmaa）
哨戒艇
- コブチク（Kobchik）[5] - 1隻

水雷艇
- ヤーロー型[5] - 6隻

S1、S2、S3、S4、S5、S6
- 『ノルマンド』型[5] - 5隻

Nos.212、Nos.215、Nos.216、Nos.218、Nos.222

#### 高速戦闘艇
ミサイル艇
- トゥイマ級ミサイル艇 - 4隻
- ヘルシンキ級ミサイル艇 - 4隻

60ヘルシンキ、61トゥルク、62オウル、63コトカ
- ラウマ級ミサイル艇 - 4隻

70ラウマ、71ラーヘ、72ポルヴォー、73ナーンタリ
- ハミナ級ミサイル艇 - 4隻

81ハミナ、81トルニオ、82ハンコ、83ポリ

### 補助艦艇

#### その他
砕氷艦
- アヴァンセ（Avance） - 1隻

病院船
- ラクタ（Lakhta）[5] - 1隻

- メルクリ（Merkuri）[5] - 1隻

- ミタヴァ（Mitava）[5] - 1隻

- パルラダ（Pallada）[5] - 1隻

- トヴァリシチ（Tovarisch）[5] - 1隻

- ズーラ（Zhula）[5] - 1隻

ランチ・艀
- 旧・伊『オルアンド』型 - 2隻

M.T.V-1、M.T.V-2
- 英『ソーニクロフト55フィート』型 - 3隻

M.T.3、M.T.4、M.T.5

## 関連組織所属船艇

### コーストガード

#### 警備救難業務用船艇
巡視船
- エラコーン（Eläköön） - 1隻

### 政府所属船
砕氷船
- ヤーカルフ（Jaakarhu） - 1隻

- サムポ（Sampo） - 1隻

- タルモ（Tarmo） - 1隻

- ヴォイマ（Voima） - 1隻

- ムルタヤ（Murtaja） - 1隻